# Rio Rufino
Rio Rufino é um município brasileiro do estado de Santa Catarina.
Localiza-se a uma latitude 27º51'38" sul e a uma longitude 49º46'45" oeste, estando a uma altitude de 860 metros. Sua população segundo o estimativa do IBGE em 2019 é de 2.483 habitantes.
Possui uma área de 282,571 km². Seus habitantes são chamados rio-rufinenses.

## História
A povoação do município começou por volta de 1905 com Rufino Pereira. O primeiro povoado foi fundado por José Serafim do Santos e Osório Pereira de Medeiros e chamou-se Serra dos Pereiras.
Em 29 de dezembro de 1957 foi criado o distrito de Rio Rufino, e a emancipação político-administrativa ocorreu em 12 de dezembro de 1991, do município de Urubici.

## Geografia
Localizado no planalto serrano, Rio Rufino está situado entre Bocaina do Sul, Bom Retiro, Urubici e Urupema, e sua principal fonte de acesso é a rodovia SC-439 que liga o município à BR-282.
Banhado pelo rio Canoas.

## Turismo
Capital nacional do vime, Rio Rufino destaca-se no cenário nacional por ter, nesta cultura, lavouras de ótima qualidade, originando assim a confecção de cestarias e de móveis em geral trabalhados em vime.
Com ecoturismo pouco desenvolvido, o município é perfeito para descanso.

### Pontos turísticos
- Cascata do Rio do Tigre a 10 km da sede
- Cascata da Fábrica, em São Judas Tadeu, a 5 km da sede
- Caverna do Rio do Leste, a 19 km da sede, na localidade do Rio do Leste
- Morro do Campo Novo, a 15 km da sede, com 1.700 metros de altitude
- Cascata Alto da Serra, com uma queda de 70 metros de altura